# Ryoma Echizen
Ryoma Echizen (越前 リョーマ, Echizen Ryōma) é o protagonista do mangá e anime The Prince of Tennis criado por Takeshi Konomi. No anime, Ryoma é retratado como um garoto de 12 anos que joga tênis e venceu 4 torneios consecutivos no Torneio Americano Junior de Tênis. Seu pai é Nanjiro Echizen, um tênista apelidado de "Samurai Nanjiro". A pedido de seu pai, Ryoma retorna ao Japão para participar da Seishun Academy, uma escola secundária privada famosa pela sua forte equipe de tênis. Devido a sua atitude arrogante, ele constantemente briga com alguns de seus colegas de classe. Ainda assim, ele, juntamente com sua equipe, evolui como jogadores de tênis, a fim de ganhar o Torneio Nacional de Tênis. Ao longo da história, Ryoma continua a encontrar seu próprio estilo de tênis, criando técnicas originais ao invés de ser meramente uma cópia de seu pai.
Ryoma tem sido bastante popular entre os leitores, estando sempre entre os quatro personagens mais populares, até mesmo na primeira colocação algumas vezes.  Além disso, Ryoma tem sido destaque em trilhas sonoras mais do que qualquer outro personagem na série. Sua imagem apareceu em vários tipos de mercadorias, como chaveiros e roupas.  No entanto, nas opiniões divulgadas no anime e mangá, seu personagem recebeu críticas mistas, com sua personalidade sendo fortemente criticado. Revisores de Anime News Network e DVDTalk dizem que Ryoma é arrogante e é difícil de gostar de suas "atitudes". O revisor, porém, acredita que alguns dos destaques da série são as inúmeras formas que Ryoma derrota seus oponentes.   

## História
Ryoma é um estudante do primeiro ano, que vai para o Japão a pedido do pai, depois de, anteriormente, morar nos Estados Unidos. Apesar de estar no primeiro ano do ensino médio, Ryoma já ganhou notoriedade por ganhar quatro títulos consecutivos no Torneio Americano Junior de Tênis - tudo em pouco mais de um ano. Devido ao seu jogo de tênis quase invencível, Ryoma ganhou o apelido de "prodígio" de doze anos de idade. Sua aparência e confiança o torna muito popular com as senhoras, embora ele não note, depois de ter seu foco exclusivamente no tênis.
Ele é um jogador de tênis com muitos tiros e habilidades especiais. Um dos maiores talentos Ryoma é sua capacidade de aprender novas técnicas depois de vê-los realizados algumas vezes. Ele também tem uma quantidade surpreendente de energia e não sua tanto quanto os outros jogadores. Ryoma é conhecido por ter um talento excepcional para ver objetos em movimento. Ele joga individualmente, embora ele tentou jogar uma vez com seu companheiro Takeshi Momoshiro.
Embora ele seja canhoto, o seu Twist só é eficaz quando joga com a mesma mão dos seus adversários, ou seja, ele usa a mão direita quando joga contra jogadores destros). Ele ocasionalmente joga tênis com a mão direita ou como uma desvantagem para os adversários mais fracos, ou uma maneira de testar as habilidades de seu oponente.
No anime, quando todas as equipes de tênis do Japão, concorrem a uma vaga para jogar na América Goodwill Games, toda as pessoas tinham certeza que Echizen iria conseguir uma vaga. No entanto, Tezuka (que atuou como treinador, quando foi hospitalizado) viu que a atitude de Echizen tinha-se tornado mais arrogante desde que ele derrotou Sanada no Campeonato Regional. Por isso, Tezuka optou por Echizen como o jogador reserva, mas mantida em segredo para ver se ele iria mudar. Quando Echizen vê o americano Kevin Smith derrotar outro participante usando sua forma de tênis destrutivo, Echizen sofre uma mudança no coração e pedi Tezuka para estar na equipe, que faz dele o terceiro membro da Seigaku (junto com a Fuji e Kikumaru). Embora Smith ter jogado com Kirihara na partida final, Kirihara se machuca, e a regra "especial" faz Echizen terminar a partida, o que resulta em sua vitória e uma nova amizade com Smith.
Ryoma também demonstra talento em outros esportes, como boliche e tênis de mesa. Suas habilidades no voleibol de praia, no entanto, pode ser questionada. Quando os estudantes vão à praia durante o anime, Ryoma joga bem quando joga com Kaidoh. No entanto, ele joga muito mal na OVA quando joga com Tezuka.
Seu lema do anime japonês é "Mada mada dane", que significa literalmente "não, ainda não" ou "não bom o suficiente". Durante partidas contra a equipe americana, usou a frase em Inglês em que ele disse: "Você ainda tem um caminho a percorrer".
Seu tema favorito é ciência, mas como foi criado nos Estados Unidos, Ryoma é bom em Inglês. Ele também é o objeto de admiração de seu próprio fã-clube na escola, que é liderado por Tomoka Osakada. Sua cor favorita é prata, embora ele sempre é visto usando uma camisa vermelha e uma raquete de vermelho. Sua raquete preferida é Bridgestone Dynabeam Grandea. No mangá, ele é mostrado usando sapatos Fila, boné, pulseira e camiseta. Ryoma é freqüentemente visto bebendo Fanta.
No filme de Prince of Tennis, Futari no Samurai, Ryoma supostamente tem um irmão mais velho chamado Ryoga Echizen.

## Personalidade
Ryoma é geralmente arrogante e muitas vezes provoca o adversário antes de um jogo. No começo da série, Ryoma não é levado a sério pelos outros alunos em sua escola, especialmente na Seigaku Tennis Club. Só depois que ele ganha Kaidoh e Inui é que ele ganha o respeito de sócios do clube.
Ryoma é arrogante por natureza, mas ele pode ser muito infantil às vezes. Ele também é destemido quase ao ponto da imprudência, mas raramente fica com raiva ou fora de controle.
No início da série, todas as habilidades de Ryoma do tênis são uma cópia de seu pai. Com a ajuda de seu capitão de equipe, Kunimitsu Tezuka, Ryoma percebe que é preciso desenvolver seu próprio estilo de tênis para atingir seu objetivo de derrotar seu pai.

## Estilo de Tênis e Técnicas
Twist Server (ツイスト サーブ)
Ryoma normalmente executa com a mão direita, embora precisa de ser atingido com a mão dominante do adversário. Destina-se a atirar no rosto do adversário, dificultando a devolução. Ele pode realizá-lo com a mão esquerda quando ele está enfrentando adversários canhotos. Ele alega que ele faz isso para que ele possa atingir o adversário no rosto com a bola. Foi usado pela primeira vez contra Sasabe.
Twist Smash (ツイスト スマッシュ, Sumasshu Tsuisuto)
Parece um Twist Serve. A bola muda de direção depois de atingir o solo. Ele usa esse tiro para vencer seu jogo contra Ibu Shinji de Fudomine.
Twist Serve Tornado (ツイストサーブトルネード)
Parece um Twist Serve fazendo curvas para o rosto de uma forma anormal. Só é visto em OVA.
Drive A (ドライブ A, Doraibu A)
Usado no volley e no tênis para acertar o rosto à queima-roupa. Ryoma primeiro usa esse tiro durante o jogo contra o Jin Yamabuki de Akutsu.
Drive B (ドライブ B, Doraibu B)
É usado com dois arcos de retorno consecutivas, formando um 'B'. Ryoma geralmente desliza para perto da rede e, em seguida, pula para realizar a Drive B. No entanto, durante sua partida contra o Aoi Kentaro, Ryoma também utiliza uma Drive B quando ele ainda está deslizando no chão. Ele então usa a força fazendo a bola ir mais rápido. Embora esse método lhe da mais velocidade, esta versão não é igual a Drive B, pois a bola curva para o chão em vez de ir para fora. É usado pela primeira vez em seu jogo contra o Yuta Fuji.
Drive C (ドライブ C, Doraibu C)
Um tiro similar à Drive Cool com apenas metade da rotação. É usado primeiramente por Ryoma no OVA contra Higa Chuu. É semelhante ao Tsubame Fuji Gaeshi, mas tanto a Drive Cool e Drive C usam rotação lateral. Ao bater no chão, ele gira rapidamente antes de curvar pelo chão, sem saltar.
Drive D (ドライブ D, Doraibu D)
Drive que resulta de um Drive B com metade da rotação, mas com uma velocidade suficiente para passar pela maioria dos jogadores.
Cool Drive (COOL ドライブ, Cool Doraibu)
Um Drive poderoso com uma rotação enorme que faz a bola rolar em vez de saltar para cima. Ele pode ser usado como um golpe ou tiro. No mangá, Ryoma usa esse tiro pela primeira vez para derrotar Genichiro Sanada. No anime, ele não usa até o OVA contra Kei Tanishi. No Jogo para Nintendo DS, Jump! Ultimate Stars, Ryoma usa isso como um ataque de suporte, na qual o alvo pára de se mover por um curto período de tempo.
Samurai Drive (サムライ ドライブ, Samurai Doraibu)
Uma técnica onde Ryoma bate em direção à corda que está entre a rede e o polo. Devido à tremenda força, a corda fatia a bola no meio, resultando em peças indo em direções diferentes. Foi visto pela primeira vez durante a partida com Kintarō Tooyama, mas a técnica não foi mostrada totalmente. Ryoma mostra como a técnica é feita durante sua partida contra o Yukimura Seiichi, que também é quando seu nome é revelado.
Muga no Kyōchi (無我 の 境地, Muga no Kyōchi) - State of Self Actualization
Um estado no qual o usuário naturalmente consegue ver e copiar todas as técnicas perfeitamente. Ryoma entra neste estado pela primeira vez em uma partida oficial contra o AKAYA Kirihara, e controla-lo pela primeira vez em seu jogo contra Genichiro Sanada (ambas as ocorrências ocorrem na manga). Ryoma entra pela primeira vez as três portas durante o jogo contra o Capitão Rikkai de Yukimura Seiichi na Final Nacional.
O Samurai's Eye (侍 の 目, Samurai no Me) é equivalente ao Muga no Kyōchi e dá a Ryoma um estilo de jogo muito dinâmico, porque ele é capaz de alternar entre técnicas de muitos outros jogadores.
Muga no Kyōchi tem três portas:
Hyakuren Jitoku no Kiwami (百錬 自得 の 極み, Hyakuren Jitoku no Kiwami) - Pinnacle of Hard Work
Ryoma pode usarHyaku Ren Jitoku no Kiwami concentrando toda sua energia em diferentes partes do seu corpo, aumentando as capacidades das partes do corpo.
Saiki Kanpatsu no Kiwami (才気 煥発 の 極み, Saiki Kanpatsu no Kiwami) - Pinnacle of Great Wisdom
Com o Saiki Kanpatsu no Kiwami, Ryoma é capaz de prever o número de tiros que ele precisa para ganhar um ponto.
Ten'i Muhō no Kiwami (天衣無縫 の 極み, Ten'i Muhō no Kiwami) - Pinnacle of Perfection
Esta é a porta final e final do Muga no Kyōchi. Ryoma usa Teni Muhō no Kiwami para bater a bola a uma velocidade que não pode ser visto, a menos que seja gravada. De acordo com Nanjiro, não houve tal coisa como Teni Muhō para começar. Foi simplesmente a sensação que se tem quando eles apreciam jogar ténis.
One-footed Split (片足 スプリットステップ, Kata Ashi Suteppu Supuritto)
Permite Ryoma para aumentar sua velocidade e cobrir o órgão jurisdicional de forma mais eficaz.
Nitōryū (二 刀 流, Two Sword Style)
Ryoma pode jogar com ambas as mãos. É uma técnica herdada de seu pai, Echizen Nanjiro. Durante uma partida, Ryoma pode trocar sua raquete com as duas mãos, tornando mais fácil para ele devolver a bola, especialmente quando a sua mão dominante, é incapaz de alcançá-lo rapidamente.
One-footed Split (片足 スプリットステップ, Kata Ashi Suteppu Supuritto)
Permite Ryoma para aumentar sua velocidade e cobrir o órgão jurisdicional de forma mais eficaz.
Nitōryū (二 刀 流, Two Sword Style)
Ryoma pode jogar com ambas as mãos. É uma técnica herdada de seu pai, Echizen Nanjiro. Durante uma partida, Ryoma pode trocar sua raquete com as duas mãos, tornando mais fácil para ele devolver a bola, especialmente quando a sua mão dominante, é incapaz de alcançá-lo rapidamente.
Tezuka Zone (Zona Samurai) (手塚 ゾーン, Zon Tezuka)
O método onde coloca uma rotação específicas sobre cada bola que bate, fazendo com que a bola volte automaticamente para ele. Ryoma usa uma versão incompleta. No entanto, é indicado no manga que Ryoma aprendeu instintivamente esta técnica de jogar contra a versão completa do pai todos os dias.
Cyclone Smash (サイクロン スマッシュ, Sumasshu Saikuron)
Extraordinariamente poderoso. É exibido pela primeira vez ao lutar contra Atobe, antes da final de Kanto. Mais tarde, ele aperfeiçoa o movimento enquanto joga contra o Vice Capitão Sanada. É usado apenas no anime.
Snake (Buggy Whip Shot)
Um tiro de grande rotação, fazendo um deslocamento nos cantos da quadra, obrigando o adversário a correr e perder resistência. Ryoma primeiro encontra-se sobre esta técnica a partir de um artigo sobre um profissional. Mais tarde, depois que ele vê Kaidoh realizar uma variação dela, conhecida como Cobra, ele percebe que Snake é o Buggy Whip Shot e consegue copiá-lo, mas ele disse que é muito difícil de executar com um alcance curto.
Drop Shot Zero-Shiki
No jogo de reservas contra Wakashi Hiyoshi, Ryoma mostra a capacidade de usar o Drop Shot Zero-Shiki, que é um tiro forte e que, depois de ele cair no chão, rola de volta para a rede em vez de saltar.
Super Rising
Uma das cenas mais comuns usadas pelos personagens. Ryoma vê pela primeira vez este tiro durante o jogo contra o Yuta Fuji e usa para tentar retornar Twist Yuta. No entanto, ele era imperfeito, até o jogo contra o Akutsu, significando que o Super Rising não leva muito tempo para dominar.
Rondo towards Destruction  (manga e só OVA)
Ryoma era capaz de usar isso contra Atobe, quando fora do Muga no Kyōchi. No OVA, Ryoma estava em Muga no Kyōchi quando usou esta técnica, enquanto que no mangá, ele declaradou a Fuji que não estava em nenhum Muga no Kyōchi quando ele usou esta técnica.
Dragon Cyclone Smash (único filme de animação)
Uma jogada onde Ryoma retorna a bola em alta velocidade, criando um ciclone em torno dele, que ele usa como uma diversão.

## Mada Mada Dane
Mada mada dane (まだまだ だ ね) é uma frase que foi popularizada por Ryoma Echizen. O significado literal significa "Ainda não", mas varia de similaridade, com significados que incluem "Você ainda tem um caminho longo a percorrer", "Não é bom o suficiente" ou "Ainda não é bom" e "Não acabou ainda". Na versão em Inglês do mangá, ou como foi traduzido diretamente em um dos capítulos do mangá japonês, é "Você ainda tem muito mais para trabalhar". No anime Inglês, é traduzido como "Você ainda tem um longo caminho a percorrer". Ele diz isso para irritar e também para provocar seus adversários. Embora na maioria das vezes ligadas a Ryoma Echizen, é realmente uma expressão pejorativa que se ouve muitas vezes em anime. Diferenças no uso incluem:
- Mada Mada Dana: usado pelo ex-Samurai Nanjiro em seus dias de glória.
- Mada Mada Daze: usado por Ryoga Echizen, suposto irmão mais velho de Ryoma. Ele é visto no filme "Futari no Samurai" e no mais recente episódio de "O Príncipe de Naniwa" (onde ele é mostrado praticando intensamente). A expressão também é usada por Echizen Nanjiro na OVA ao tentar ensinar Ryoma o Pinnacle of Perfection Technique.
- Mada Mada Sune (Mada Mada Desune): usado quando se dirigir a alguém em um maior respeito.
- Mada Mada Ssuyo : usado no anime, quando o técnico pede Ryuzaki Ryoma se ele quer continuar durante sua partida contra Sanada nos finais de Kanto.

## Recepção
De acordo com Shonen Jump, Ryoma tem sido bastante popular entre os leitores, vencendo as sondagens de popularidade em primeiro e terceiro ele alcançou o segundo lugar na segunda pesquisa; e em quarto lugar. Além disso, como Ryoma é o personagem principal da série, ele foi apresentado na trilha sonora mais do que qualquer outro personagem, com alguns apresentando somente a si mesmo. Vários tipos de outras mercadorias foram liberadas à sua semelhança, incluindo chaveiros, roupas e canecas. 
Em publicações centradas no mangá e no anime, o caráter de Ryoma tem recebido opiniões tanto positivas como negativas, embora a sua personalidade é amplamente criticada. Na revisão Anime News Network, eles comentam sobre a forma como suas habilidades não deixam muito espaço para melhora, o que torna difícil para o leitor travar e compartilhar suas experiências, e que "seu personagem" surge como maçante, frio e intocável. No entanto, eles comentam que os destaques do volume são os "inúmeros métodos que Ryoma leva para fazer seus oponentes comer suas palavras no campo de ténis". Quando um revisor da mesma site reviu o volume do primeiro DVD, ele teve uma resposta semelhante no que diz respeito às competências Ryoma  e descreve Ryoma como "sóbrio, reservado e arrogante, que o torna difícil de gostar." John Sinott tem os mesmos sentimentos em relação à personalidade Ryoma, o vendo como arrogante e antipático, apesar de ter o talento para fazer "backup" de sua atitude.   Não é apenas Ryoma que tem essa capacidade mágica, mas cada jogador tem um tiro de assinatura que simplesmente não seria possível no mundo real.  Jeffrey Harris também vê Ryoma como um personagem "bastante duro e frio. "Ele acredita que o personagem começa a se aquecer para seus companheiros de equipe e está "lentamente saindo de sua concha". 